# Vasile Alexandrescu Urechia

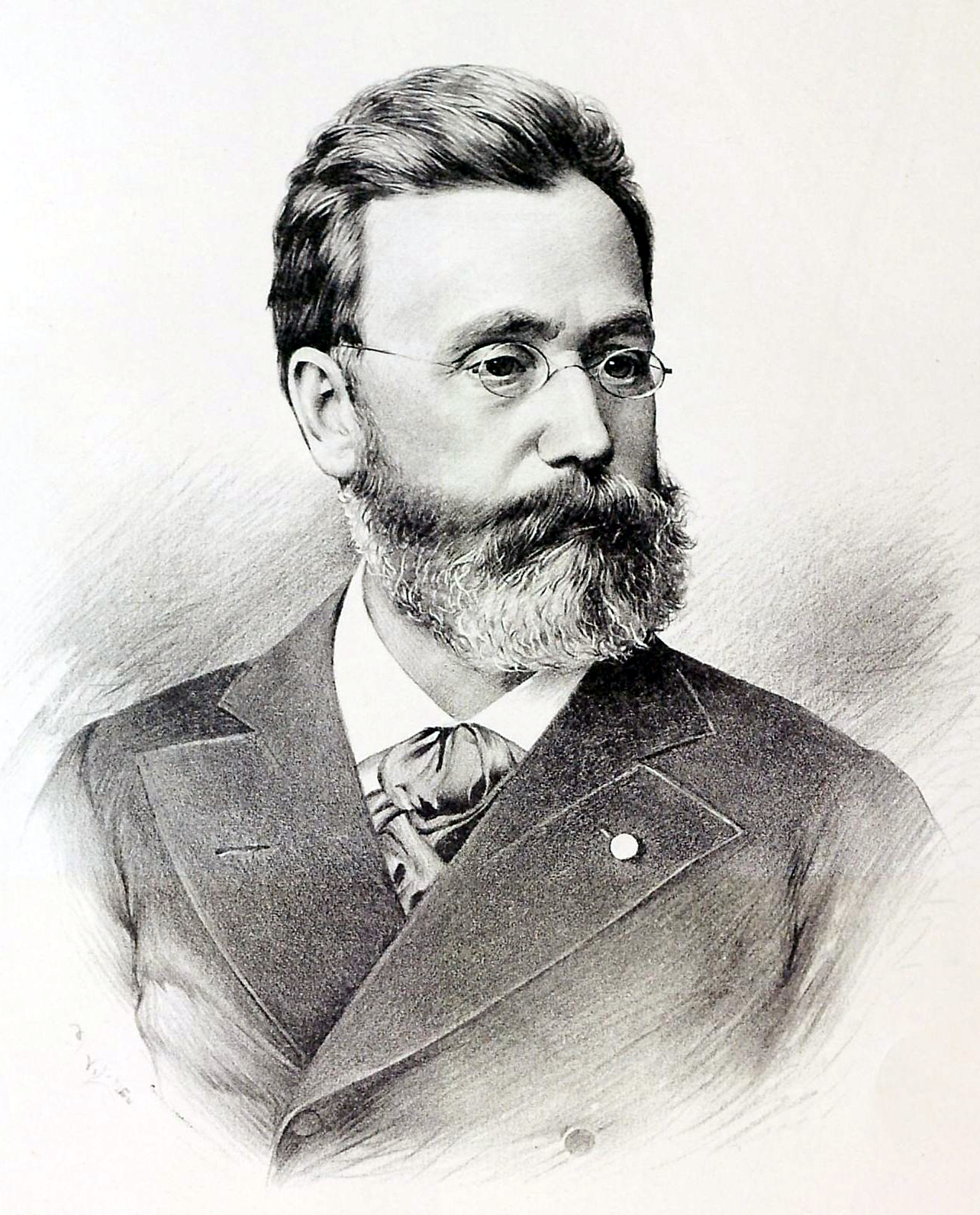
Vasile Alexandrescu Urechia (1891)

Vasile Alexandrescu Urechia  (* 15. Februar 1834 in Piatra Neamț; † 22. November 1901 in Bukarest) war ein rumänischer Politiker, Schriftsteller, Historiker, Romanist, Hispanist und Rumänist.

## Leben und Werk
Urechia besuchte das Gymnasium in Iaşi, ging 1850 mit einem Stipendium nach Paris und studierte von 1855 bis 1857 an der Sorbonne. 1857 heiratete er eine Spanierin und verbrachte ein Jahr in Spanien. Von 1858 bis 1864 war er Professor für rumänische und lateinische Literatur sowie für Universalgeschichte an der Universität Iaşi. 1864 ging er nach Bukarest und war an der Universität Bukarest Professor für Geschichte und rumänische Literatur, gleichzeitig in leitender Funktion im Unterrichtsministerium.  Von 1866 bis 1884 war er Abgeordneter (von 1881 bis 1882 auch Unterrichtsminister), dann bis 1899 Senator.
Urechia war ab 1866 Gründungsmitglied der Rumänischen Akademie. Er war korrespondierendes Mitglied von Akademien in Spanien und Italien.

## Werke (Auswahl)
- Opere complete, Bukarest 1878
- Schițe de istoria literaturii române, Bukarest 1885
- (Hrsg.) Miron Costin, Opere complete, 2 Bde., Bukarest 1886–1888
- Istoria Roḿânilorŭ, 14 Bde., Bukarest 1891–1902
- Istoria scolelor 1800–1864, 4 Bde., Bukarest 1892 – 1901 (http://www.unibuc.ro/CLASSICA/istoriascolelor1/index.htm)
- Legende române, Bukarest 1904
- Schițe memorialistice, Bukarest 1969
- Scrieri literare, Bukarest 1976